# Dowon (métro de Séoul)
Dowon (hangeul : 도원 ; hanja : 桃源) est une station de passage de la ligne 1 du métro de Séoul du métro de Séoul. Elle est située au 245 Chamoejeon-ro, dans le quartier Changyeong-dong de l'arrondissement Dong-gu, sur le territoire de la ville métropolitaine d'Incheon, à l'ouest de Séoul en Corée du Sud.
La gare d'origine ouverte en 1899 est fermée en 1906. La station du métro est ouverte en 1995, elle est desservie par les rames du service omnibus de la ligne 1.

## Situation sur le réseau

Plan du réseau (2023)

Établie en surface Dowon est une station de passage de la ligne 1 du métro de Séoul : elle est située entre la station Jemulpo, en direction du terminus nord-est Yeoncheon, et la station Dongincheon, en direction du terminus ouest Incheon,.

## Histoire

### Gare ferroviaire
La gare d'origine, dénommée Ugak-dong est mise en service le 18 septembre 1899 sur la ligne Gyeongin (ko). Elle est fermée au mois d'avril 1906.

### Station de métro
La station Dowon est mise en service le 11 juillet 1994 sur la section dite ligne Gyeongin (ko) de la ligne 1 du métro de Séoul. Elle est agrandie en 2004.

## Services aux voyageurs

### Accès et accueil
La station est située au 245 Chamoejeon-ro, dans le quartier Changyeong-dong. Elle dispose de deux bouches.

### Desserte
Dowon, est desservie par les rames du service omnibus de la ligne.

Installations
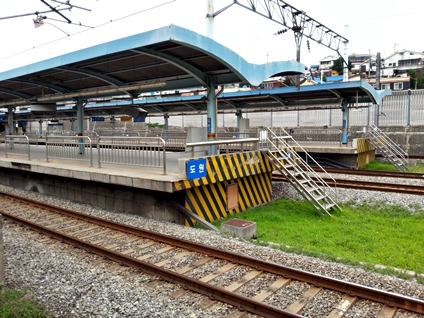
En 2016.
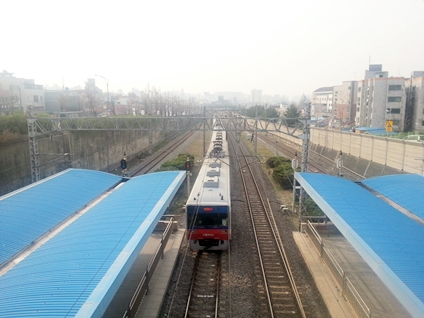
En 2016.

### Intermodalité
Des arrêts de bus sont situés à proximité.

## à proximité
Porte d'écluse du port d'Incheon.